# جيم كولينز (مدير فني)
جيم كولينز (بالإنجليزية: Jim Collins)‏ هو مدير فني أمريكي، ولد في 8 سبتمبر 1966.